# Claus Pavels

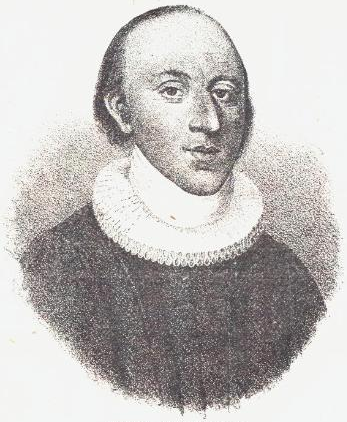
Claus Pavels.

Claus Pavels, född den 8 januari 1769 i Vanse härad, död den 16 februari 1822 i Bergen, var en norsk biskop och memoarförfattare. 
Pavels, som tillhörde en invandrad dansk familj, studerade teologi i Köpenhamn, där han också verkade vid Nikolaikyrkan 1799–1804. Till Norge kom han tillbaka 1805 som slottspräst på Akershus fästning och blev 1817 biskop i Bergen. Han förblev hela sitt liv en estetiserande salongsteolog och tillfällighetsskald. 
Många av hans ordrika predikningar är tryckta och glömda, medan minnet av Pavels som dagboksförfattare lever. Han efterlämnade en mängd anteckningar, av vilka vidlyftiga utdrag är offentliggjorda och vilka trots sin pratsamma vidlyftighet ger värdefulla bidrag till Norges historia 1812-22. 
Pavels dotterson C.P. Riis utgav Pavels "Biografi og dagbøger i uddrag" (1864) och "Dagbogsoptegnelser" (1867), och Ludvig Daae utgav "Dagbøger for 1812-1813" (1889) och "Dagbøger for 1817-1822" (2 band, 1892–1904, med historisk-biografisk studie).